# رابرت تریسک
رابرت تریسک (به انگلیسی: Robert Thirsk) فضانورد اهل کشور کانادا است که در ۱۷ اوت ۱۹۵۳ میلادی در نیو وستمینستر زاده شد. وی در مأموریت اس‌تی‌اس-۷۸، سایوز تی‌ام‌ای-۱۵، اکسپدییشن ۲۰، ۲۱ حضور داشته است.